# Lonchophylla concava
Lonchophylla concava é uma espécie de morcego da família Phyllostomidae. Pode ser encontrada no Equador, Colômbia, Panamá e Costa Rica.

## Nomenclatura e taxonomia
O táxon concava era considerado uma subespécie de L. mordax. Análises posteriores elevaram-no a categoria de espécie distinta.